# ウンターマイティンゲン
ウンターマイティンゲン (ドイツ語: Untermeitingen) は、ドイツ連邦共和国バイエルン州シュヴァーベン行政管区のアウクスブルク郡に属す町村（以下、本項では便宜上「町」と記述する）である。この町は、アウクスブルクの南、ランツベルク・アム・レヒの北の、レヒフェルトに位置している。

## 地理

### 自治体の構成
自治体ウンターマイティンゲンは、3つのゲマインデタイル（地理上の地区）からなる。
- ラーガーレヒフェルト、南部部分
- ジュートラーガー・レヒフェルト
- ウンターマイティンゲン

いずれのゲマインデタイルも、さらにはクロスターレヒフェルトも、ゲマルクング（行政/統計上の管区）は、ゲマルクング・ウンターマイティンゲンに属す。

## 歴史

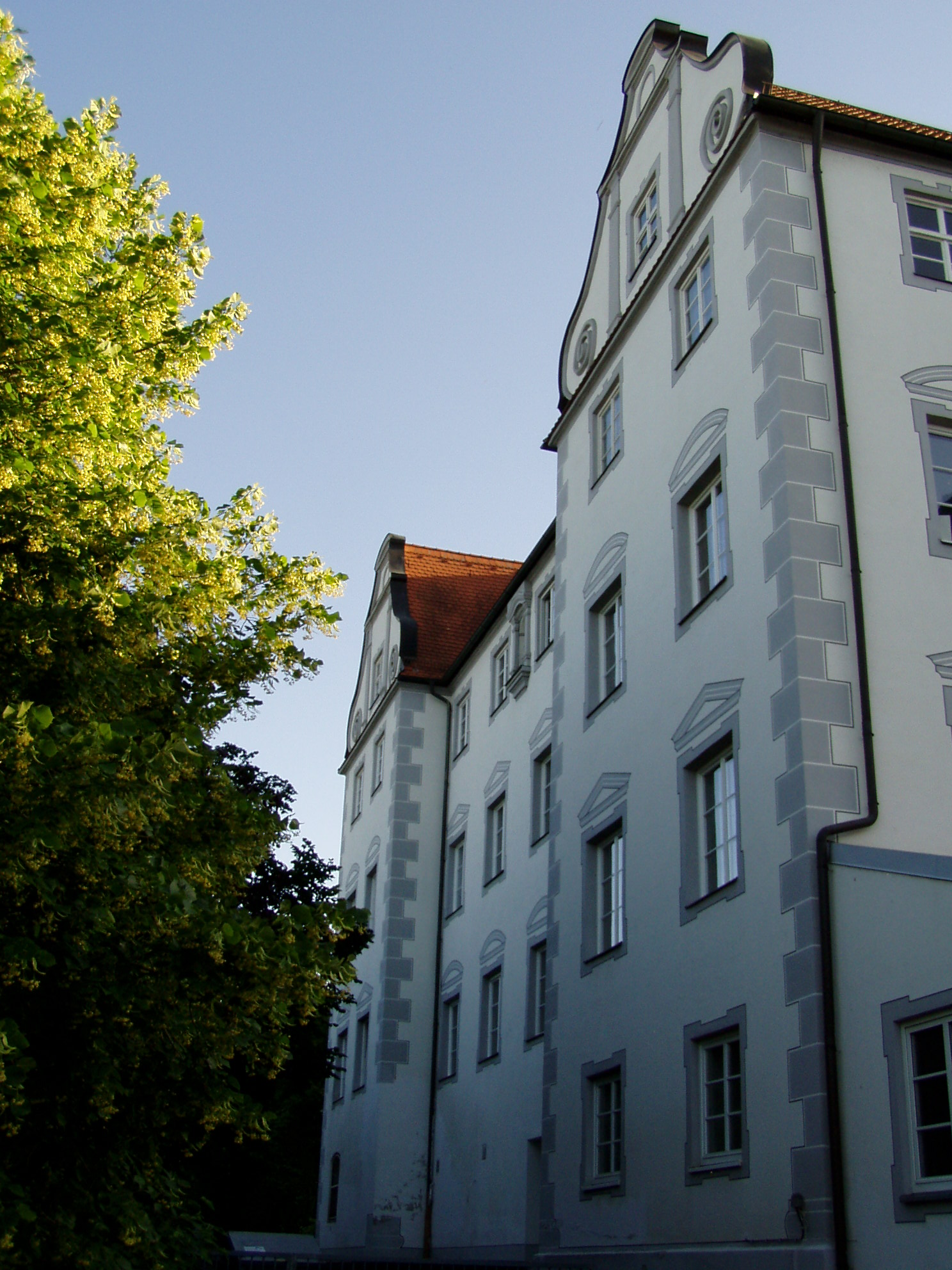
ウンターマイティンゲン城

最も古く重要な土地領主が、10世紀から村の裁判権や Ehaft（法規制の制定を行う権利）などの重要な権利を行使したアウクスブルク司教であった。司教領はその所領をしばしばレーエンの形で下賜していた。14世紀以降はアウクスブルクの都市貴族の他にゴレンホーファー家もウンターマイティンゲンで司教のレーエン特権を行使した。城館は、1544年から1871年までイムホフ家のアウクスブルク系がこれを所有した。その後コンラート・リーダーがこの城を買収し、その子孫が現在も所有している。
1803年の帝国代表者会議主要決議以降この村はバイエルン領となった。バイエルン王国の行政改革に伴う1818年の自治体令によって現在の自治体が形成された。

## 住民

### 人口推移
1988年から2018年までの間にウンターマイティンゲンの人口は4,028人から6,958人へ、2,930人 約 72.7 % 増加した。これは、隣町のグラーベンに次いで、この期間の郡内で2番目に大きな人口増加率であった。

## 行政

### 議会
ウンターマイティンゲンの町議会は20議席からなり、これに町長が加わる。

### 首長
2014年からジーモン・シュロップ (CSU/Junge Bürger Untermeitingen) が町長を務めている。2020年の町長選挙では 61.8 % の支持票を獲得して、町長職を堅持した。前任者はゲオルク・クラウスナー（CSU、1978年 - 2014年）であった。

### 紋章
図柄: 赤地。下部に2-1の形に配置された6つの突起がある金の星の上に銀の「ゼーレーヴェ」（上半身がライオン、下半身が魚）が描かれている。
この紋章は1965年から用いられている。